# Đồng minh tự trị dân chủ Đài Loan
Đồng minh tự trị dân chủ Đài Loan (tiếng Trung: 台湾民主自治同盟, tức Đài Loan dân chủ tự trị đồng minh) gọi tắt là Đài Minh là một trong 8 đảng phái dân chủ của Cộng hoà nhân dân Trung Hoa, được thành lập ngày 12 tháng 11 năm 1947. Theo như chương trình tuyên bố, thì Đài Minh là "liên minh chính trị của người lao động xã hội chủ nghĩa và người yêu nước ủng hộ xã hội chủ nghĩa do nhân sĩ Đài Loan sống ở Trung Quốc đại lục tổ chức, là chính đảng phục vụ xã hội chủ nghĩa". Cơ quan trung ương của Đài Minh đóng tại Bắc Kinh.

## Lịch sử

### Bối cảnh thành lập
Sau sự kiện ngày 28 tháng 2 năm 1947 tại Đài Loan (tức sự kiện nhị nhị bát), một bộ phận nhân sĩ Đài Loan lánh sang Trung Quốc đại lục và Hương Cảng. Ngày 12 tháng 11 năm 1947 (ngày sinh Tôn Trung Sơn), Đồng minh tự trị dân chủ Đài Loan chính thức thành lập tại Hương Cảng, nhà sáng lập là Tạ Tuyết Hồng (lúc bấy giờ phao tin là thành lập tại Đài Bắc để tránh tai mắt của nhân viên an ninh quốc gia của Chính phủ Trung Hoa Dân quốc). Năm 1948, Đài Minh tuyên bố ủng hộ Cách mạng dân chủ chủ nghĩa kiểu mới do Đảng cộng sản Trung Quốc lãnh đạo, thành viên Đài Minh nối tiếp nhau gia nhập Đảng cộng sản. Tháng 5 và tháng 6 năm 1948 thành lập Chi bộ Hương Cảng (sự thực thì đây là nguỵ trang của Tổng bộ Đài Minh, chủ yếu để che mắt nhân viên an ninh của chính phủ Quốc dân đảng).
Sau đó, cơ quan An toàn quốc gia của chính phủ Trung Hoa Dân quốc chính thức liệt Đài Minh vào danh sách các tổ chức ngoại vi của Đảng cộng sản. Ngày 20 tháng 7 năm 1948 Đài Minh tuyên bố thành lập ban lãnh đạo Tổng bộ do Tạ Tuyết Hồng làm chủ tịch.

### Khủng bố trắng
Ngày 10 tháng 7 năm 1949, Đài Minh cho rải truyền đơn Đài Loan sỉ chính tam chu niên cáo đồng bào thư (Thư gửi đồng bào nhân dịp tròn 3 năm Đài Loan chịu sỉ nhục) tại Hương Cảng; đến ngày 14 tháng 7 bị đặc vụ phát hiện, Bộ Tổng tư lệnh cảnh sát Đài Loan lập tức truy bắt các thành viên Đài Minh in ấn truyền đơn là Liêu Học Nhuệ, Trịnh Khánh Long, dẫn đến đợt khủng bố trắng các thành viên của Đồng minh tự trị dân chủ Đài Loan. Hai ngày sau, Trần Đông Hải, Quách Côn Minh và Trương Như Tùng lần lượt bị bắt. Trong số 5 người thì Liêu Học Nhuệ và Trịnh Khánh Long thừa nhận tham gia Đài Minh, 3 người còn lại nhất quyết phủ nhận.
Bộ Tổng tư lệnh cảnh sát Đài Loan (sau này là Bộ Tư lệnh Bảo an Đài Loan) sau khi điều tra đã khởi tố 5 người, tuyên bố "Đồng minh tự trị dân chủ Đài Loan là tổ chức ngoại vi của "Cộng phỉ" (cách gọi Đảng cộng sản), khi "Cộng phỉ" tổ chức nguỵ chính quyền ở Bắc Bình, Đồng minh cũng có tham gia, là tổ chức bạo loạn không nghi ngờ gì nữa" rồi xử Liêu Học Nhuệ và Trịnh Khánh Long 5 năm tù, Trần Đông Hải, Quách Côn Minh và Trương Như Tùng xác định không tham gia Đồng minh nên được xử vô tội và thả ra.

### Chuyển đến Đại lục
Tháng 9 năm 1949, Đài Minh tham gia Hội nghị toàn thể khoá 1 Hội nghị Hiệp thương Chính trị Nhân dân Trung Quốc, tham gia soạn thảo Cộng đồng cương lĩnh. Đến năm 1955, trung ương Đài Minh chuyển đến Bắc Kinh.
Bộ Tư lệnh Bảo an Đài Loan được tin Đài Minh chuyển lên Bắc Kinh, ra lệnh thực hiện nghiêm vụ án Liêu Học Nhuệ. Cuối cùng Liêu Học Nhuệ đã bị xử tử cùng 11 người khác.

## Chủ trương chính trị
Sau khi nước Cộng hoà nhân dân Trung Hoa thành lập, Đài Minh tích cực tham gia xây dựng chủ nghĩa xã hội và tranh thủ thống nhất Trung Quốc.
Tháng 11 năm 1987, Đại hội toàn minh lần thứ tư của Đài Minh thông qua chương trình mới của Đài Minh, trong đó xác định lập trường của Đài Minh đối với Đài Loan là:
1. Đài Loan là bộ phận lãnh thổ "thần thánh" của Cộng hoà nhân dân Trung Hoa, nhân dân Đài Loan và nhân dân Đại lục là đồng bào cốt nhục, hoàn thành sự nghiệp thống nhất Tổ quốc là chức trách "thần thánh" của nhân dân Đài Loan nói chung và nhân dân các dân tộc Trung Quốc nói riêng.
2. Phản đối Đài Loan độc lập dưới mọi hình thức, phản đối nước ngoài xâm phạm Đài Loan.
3. Ủng hộ nhân dân Đài Loan đấu tranh giành quyền lợi dân chủ, phản đối Quốc dân đảng trấn áp nhân dân Đài Loan.
4. Kiên trì nguyên tắc một nước hai chế độ, tranh thủ phương thức hoà bình để Đài Loan và Đại lục thống nhất, đưa Đài Loan thành khu hành chính đặc biệt, hưởng quyền tự trị cao nhất.

Tháng 11 năm 1997, nhân kỷ niệm 50 năm thành lập Đài Minh, nhiều nhà lãnh đạo Trung Quốc đã gửi lời chúc mừng như: Giang Trạch Dân đề Phát dương truyền thống yêu nước yêu quê hương xúc tiến hoà bình thống nhất Tổ quốc, Lý Bằng đề Đoàn kết rộng rãi đồng bào Đài Loan phấn đấu thống nhất Tổ quốc, Kiều Thạch đề Xúc tiến giao lưu hai bờ eo biển phấn đấu kế tục thực hiện thống nhất Tổ quốc, Lý Thuỵ Hoàn đề Đoàn kết phụ nữ Trung Hoa vì đại nghiệp thống nhất.

## Tổ chức
Cơ quan tối cao của Đài Minh là Đại hội đại biểu toàn Minh, 5 năm tổ chức một lần để nghe báo cáo của Uỷ ban trung ương đương nhiệm, thảo luận phương châm và chương trình của Đài Minh và bầu cử Uỷ ban trung ương khoá mới.
Uỷ ban trung ương do Đại hội đại biểu toàn Minh cử ra, nhiệm kỳ 5 năm, chủ tịch, phó chủ tịch và uỷ viên thường vụ do bầu cử, hợp thành Uỷ ban thường vụ trung ương. Bí thư trưởng do chủ tịch đề cử, Uỷ ban thường vụ trung ương thông qua. Sau bầu cử thì Uỷ ban thường vụ trung ương phụ trách công việc của toàn Minh, chủ tịch và phó chủ tịch phụ trách công việc của Uỷ ban thường vụ trung ương.
Hiện nay chủ tịch danh dự của Đài Minh là Trương Khắc Huy, chủ tịch là Lâm Văn Y, phó chủ tịch thường vụ là Uông Nghị Phu, các phó chủ tịch là Ngô Quốc Trinh, Trần Uý Văn, Dương Kiện, Hoàng Chí Hiền, bí thư trưởng là Trương Nịnh.
Đài Minh có uỷ ban tại 12 tỉnh là Bắc Kinh, Thiên Tân, Thượng Hải, Phúc Kiến, Quảng Đông, Cát Lâm, Liêu Ninh, Thiểm Tây, Hồ Bắc, Chiết Giang, Vân Nam, Hải Nam cùng thành phố Nam Kinh, các uỷ ban này cũng tổ chức đại hội 5 năm một lần giống như Đại hội đại biểu toàn Minh. Các uỷ ban địa phương được chia thành chi bộ (5 người trở lên) hoặc tiểu tổ (3 người trở lên).

## Chủ tịch
- Tạ Tuyết Hồng (1949 - 1958)
- Sái Khiếu (1979 - 1983)
- Tô Tử Hành (1983 - 1987)
- Lâm Thịnh Trung (1987 - 1988)
- Sái Tử Dân (1988 - 1997)
- Trương Khắc Huy (1997 - 2005)
- Lâm Văn Y (2005 đến nay)